# قيصورآباد (مقاطعة دلفان)
قيصورآباد (بالفارسية: قیصورآباد) هي قرية تقع في Nurabad Rural District في إيران. يقدر عدد سكانها بـ 19 نسمة بحسب إحصاء 2016.